# Euller
Euller Elias de Carvalho (* 15. březen 1971) je bývalý brazilský fotbalista a reprezentant. Na klubové úrovni působil mimo Brazílii v Japonsku.

## Reprezentační kariéra
Euller odehrál za brazilský národní tým v letech 2000–2001 celkem 6 reprezentačních utkání a vstřelil v nich 3 góly.

## Statistiky
| Brazílie | Brazílie | Brazílie |
| Roky     | Zápasů   | Gólů     |
| -------- | -------- | -------- |
| 2000     | 1        | 1        |
| 2001     | 5        | 2        |
| Celkem   | 6        | 3        |